# یون زاندر
یون زاندر (سوئدی: John Zander; ۳۱ ژانویهٔ ۱۸۹۰ – ۹ ژوئن ۱۹۶۷) دونده دو نیمه‌استقامت و استقامت اهل سوئد بود.